# لیگ عدالت تاریک (فیلم)
لیگ عدالت تاریک (به انگلیسی: Justice League Dark) یک فیلم ویدئویی پویانمایی در سبک ابرقهرمانی به کارگردانی جی اولیوا است که در سال ۲۰۱۷ منتشر شد. این فیلم برگرفته از گروه ابرقهرمانی دی‌سی کامیکس، به همین نام اثر پیتر میلیگان و میکل جنین ساخته شده‌است. از صداپیشگان آن می‌توان به مت رایان، جیسون اومارا، کامیلا لودینگتون، نیکولاس تورتورو و ری چیس اشاره کرد.
لیگ عدالت تاریکدر تاریخ ۲۴ ژانویه ۲۰۱۷ به صورت دیجیتالی، و ۷ فوریه ۲۰۱۷ بر روی دی‌وی‌دی و دیسک بلو-ری عرضه شد.

## داستان
طبق جمع‌آوری اطلاعات بتمن، موجوداتی ماوراطبیعه و شیطانی مردم را مورد آزار و اذیت قرار داده و باعث توهم زدایی در آنها می‌شوند. لیگ عدالت خود را از این مسئله کنار می‌کشند. برای همین بتمن، زاتانا، جان کنستانتین، ددمن، اتریگن، بلک ارکید، سوامپ تینگ و فیلیکس فاوست با هم گروهی به اسم لیگ عدالت تاریک می‌شوند تا با آن موجودات شیطانی مبارزه کنند و جلوی آنها را بگیرد. آنها با استفاده از قدرت فرابشری وارد ذهن افرادی می‌شوند که آن موجودات شیطانی را دیده‌اند و متوجه می‌شوند انسان‌ها هدف اصلی هستند. در این میان دکتر دستینی هم وارد ماجرا شده تا جهان را به سیاهی و تباهی بکشد. حال همگی باید با نیروهای شیطانی و دکتر دستینی مبارزه کنند. آنها در این مبارزه پیروز می‌شوند و جهان را از شر اهریمن نجات می‌دهند.

## صداپیشگان و نقش‌ها
- مت رایان در نقش جان کنستانتین
- جیسون اومارا در نقش بروس وین / بتمن
- کامیلا لودینگتون در نقش زاتانا
- نیکولاس تورتورو در نقش بوستون برند / ددمن
- ری چیس در نقش اِتریگَن روح خبیث / جیسون بلاد
- راجر کراس در نقش سوامپ تینگ
- کالین ویلارد در نقش ارکیده سیاه
- جری اوکانل در نقش کلارک کنت / سوپرمن
- رزاریو داوسون در نقش پرنسس دایانا / زن شگفت‌انگیز
- انریکو کولانتونی در نقش فیلیکس فاوست
- جرمی دیویس در نقش ریچی سیمپسون
- آلفرد مولینا در نقش دکتر دستینی
- جی.بی. بلان در نقش اَبنِگزار، مرلین
- فرد تاتاسیور در نقش گاست